# La casa de hojas
La casa de hojas es la traducción al español de la primera novela publicada por el escritor estadounidense Mark Z. Danielewski, publicada en España el 11 de noviembre de 2013 a través de la colaboración entre las editoriales Pálido Fuego y Alpha Decay, según la traducción de Javier Calvo y contando con la maquetación de Robert Juan-Cantavella y las labores de edición de Ana S. Pareja. La edición española incluye tanto la novela original, House of Leaves; como el añadido posterior The Whalestoe Letters. Mark Z. Danielewski publicó su novela en el año 2000, mediante la editorial Pantheon.
Tanto el formato como la estructura de la novela se apartan de las convenciones usuales del género, ya que se emplean una maquetación y un estilo marcadamente diferentes a los habituales, que hacen de ella una obra de literatura ergódica. El texto contiene numerosas notas a pie de página, muchas de las cuales incluyen a su vez notas al pie derivadas que refieren a libros, películas y artículos académicos, por lo general inexistentes. Algunas páginas contienen solo unas pocas líneas de texto distribuidas de forma irregular para reflejar los acontecimientos que suceden en la narración, de forma que se pretende trasladar al lector las sensaciones claustrofóbicas y agorafóbicas que sufren los personajes de la historia. La novela también se distingue por sus múltiples narradores, que interactúan entre ellos de forma elaborada a través de la historia. Determinados críticos han definido la obra como una «novela total», en el sentido de que el libro contiene todo lo que en él se refiere; efectivamente, además de la propia historia, numerosos pasajes contienen referencias a la arquitectura, la física, las matemáticas, la psicología, la fotografía, el cine, la literatura, la filología o la filosofía.
Algunos lectores han descrito el libro como una historia de terror; otros, sin embargo, lo califican como una historia de amor, opinión compartida por el propio autor. En una entrevista, Danielewski menciona expresamente este punto de vista:

«Una lectora se acercó a mí en una librería y me comentó, “Todo el mundo me dijo que se trataba de un libro de terror, pero cuando lo terminé, me di cuenta de que se trata de una historia de amor”. Y ella estaba absolutamente en lo cierto. De alguna forma, el género no es más que una herramienta de marketing».

La casa de hojas también ha sido descrita como «una sátira del criticismo académico».

## Resumen de la trama

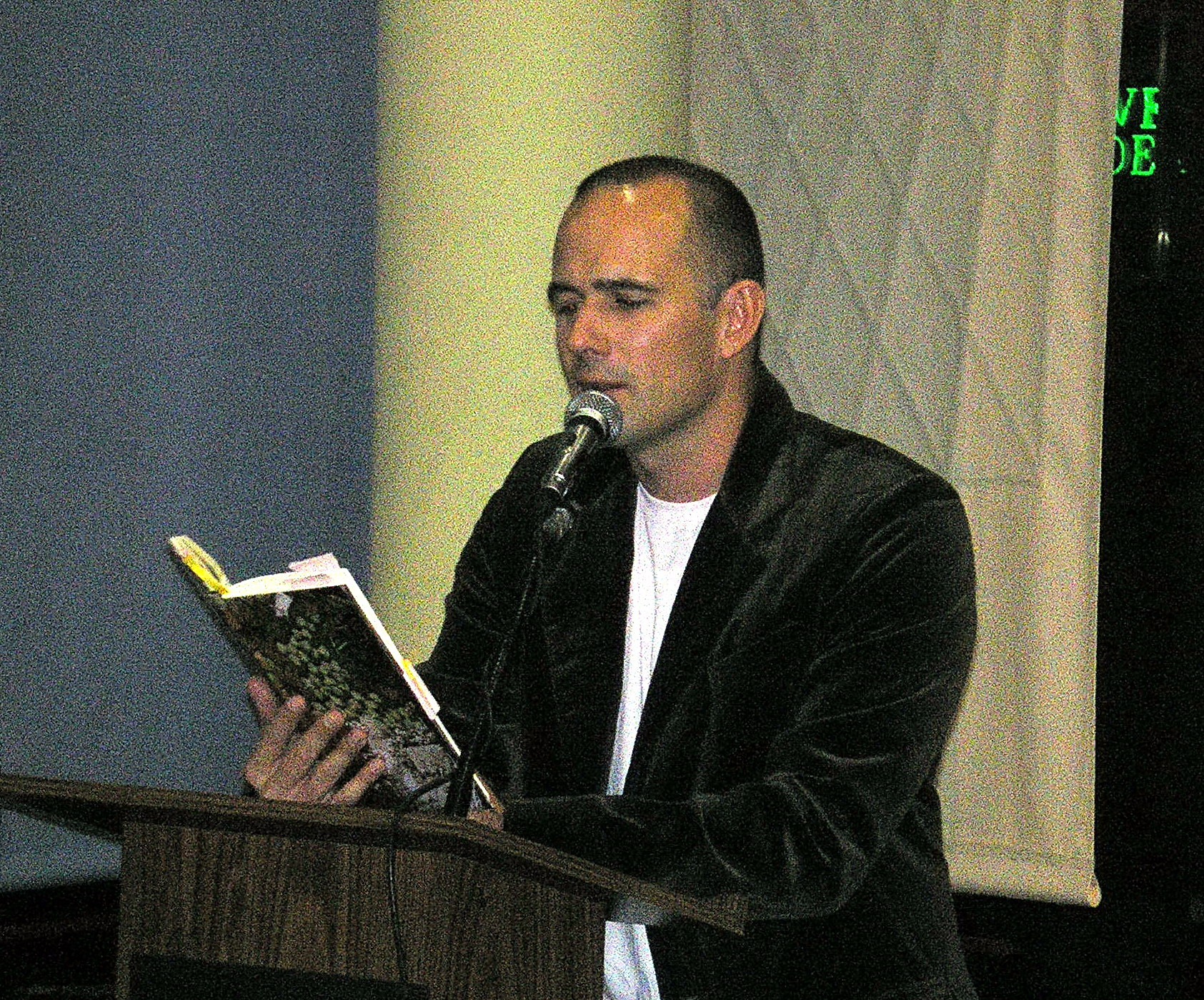
Mark Z. Danielewski

La casa de hojas comienza con una narración en primera persona de Johnny Truant, empleado de un salón de tatuajes de Los Ángeles, politoxicómano y declarado narrador no fiable. Truant se encuentra buscando un nuevo apartamento cuando su amigo Lude le habla acerca del recientemente fallecido Zampanò, un anciano ciego que vivía en el edificio de Lude.
En el apartamento de Zampanò, Truant descubre un manuscrito escrito por el propio Zampanò que resulta ser un análisis académico sobre un documental titulado El expediente Navidson, aunque Truant manifiesta que no ha podido encontrar ninguna prueba de que la película realmente haya existido.
El resto de la novela incorpora diversas narraciones, incluyendo el análisis de Zampanò sobre la película ficticia; intervenciones autobiográficas de Truant; una breve transcripción de la parte de la película realizada por el hermano de Navidson, Tom; pequeñas citas de entrevistas a diversas personas en relación con el El expediente Navidson hechas por la mujer de Navidson, Karen; y breves notas introducidas por los editores (no identificados) del libro, todo ello enlazado mediante una ingente cantidad de notas al pie. Existe otro narrador, la madre de Truant, cuya experiencia se presenta por medio de una serie de cartas autocontenidas tituladas Las cartas de la institución Three Attic Whalestoe. El texto de cada narrador está escrito con un tipo de letra distinto, facilitando de este modo el seguimiento por parte del lector de la historia a través del complejo formato de la novela (por ejemplo, Truant tiene asociado el tipo Courier New, mientras que el relato de Zampanò utiliza el tipo Times New Roman).

### La historia de Johnny
Un arco argumental paralelo se desarrolla en las notas al pie redactadas por Johnny Truant, en las cuales se narran los sucesos que acontecen en la vida de Truant mientras que ordena los papeles de Zampanò. No se esclarece si la obsesión de Johnny con los papeles de Zampanò y sus desilusiones, paranoias, etc., son el resultado del uso de las drogas, de problemas mentales hereditarios, o de los propios efectos de los escritos de Zampanò. Truant repasa diversos encuentros sexuales, su enamoramiento de una estríper tatuada a la que él llama Tambor, y los sucesos que le acontecen en los bares que visita con Lude por medio de varias notas al pie. El lector también tiene noticia de la infancia de Truant, de su convivencia con su familia de acogida (y de los malos tratos recibidos por parte de su padre adoptivo), de su problemático comportamiento en el colegio, y del origen de sus misteriosas cicatrices. Se puede conocer más información acerca de Johnny por medio de las cartas de la institución Three Attic Whalestoe, que reflejan la correspondencia que Truant mantenía con su madre Pelafina mientras ésta se encontraba ingresada debido a su esquizofrenia. Aunque las cartas de Pelafina y las anotaciones de Truant contienen relatos similares acerca de su pasado, los hechos narrados en ambos documentos pueden, en ocasiones, diferir notablemente, debido a los estados mentales padecidos por Truant y por Pelafina. Pelafina fue ingresada después de que su marido evitara que, supuestamente, estrangulase a Truant. Ella permaneció ingresada después de la muerte del padre de Johnny. Truant afirma que su madre pretendió hacerle daño únicamente para protegerle de la pérdida de ella misma. Sin embargo, no llega a aclararse si las afirmaciones de Truant acerca de este incidente (o cualquiera de sus otras afirmaciones a este respecto) son ciertas.

### Las cartas de la institución Three Attic Whalestoe
Esta historia se incluye en un apéndice al final del libro. Está formada por las cartas que Pelafina le envió a Truant mientras aquella permanecía ingresada en el hospital psiquiátrico. Las cartas comienzan siendo normales, pero rápidamente comienzan a reflejar el descenso de Pelafina en la paranoia, volviéndose el texto cada vez más desordenado e incoherente. Algunas cartas incluyen mensajes codificados bajo acrósticos.

## Personajes

### La historia de Johnny

#### Johnny Truant
Johnny Truant tiene un rol dual en la obra: es tanto el editor del estudio académico escrito por Zampanò como el protagonista de la historia relatada en las notas al pie y en los apéndices.
Al principio del libro, Truant aparece como un joven normal que cuenta con un cierto atractivo que, casualmente, encuentra el baúl lleno de notas y apuntes escritos por el recientemente fallecido Zampanò. Sin embargo, a medida que Truant realiza el trabajo de edición de los documentos, comienza a perder el contacto con la realidad, y toda su vida comienza a deteriorarse a un ritmo cada vez más veloz. Deja de asearse, come infrecuentemente y de forma inapropiada, descuida su trabajo y se distancia de prácticamente todas las personas que conoce, todo ello con el afán de finalizar la edición del libro con la esperanza de encontrar, una vez termine el trabajo, la paz.
Inicialmente intrigado por la forma de vivir sumamente aislada que tenía Zampanò, y por sus surrealistas formas de contacto con la realidad, Johnny se establece a sí mismo de forma inconsciente como a una víctima de la ardía tarea que le espera. A medida que organiza los papeles de Zampanò, sus notas personales reflejan el deterioro de su propia vida con referencias análogas a la alienación y a la locura: Una vez se adentra en el reino de locura de Zampanò, Truant parece acomodarse en el ambiente a medida que la historia se desarrolla. Incluso desarrolla alucinaciones análogas a las que padecieron tanto Zampanò como los miembros del equipo de exploración de la casa en Ash Tree Lane, alucinaciones que se reflejan en sus impresiones de que percibe «...algo inhumano...» detrás de él.

#### Zampanò
Zampanò es el autor ciego de El expediente Navidson. La ceguera del personaje puede interpretarse como una referencia a autores como Homero y Jorge Luis Borges.
A lo largo de la novela se proporciona poca o ninguna información sobre el pasado de Zampanò, su ceguera o su personalidad. 

#### Pelafina H. Lièvre
Pelafina, a menudo referida únicamente como «P.», es la madre de Johnny Truant, la cual estuvo ingresada en un hospital psiquiátrico durante la mayor parte de la infancia y de la adolescencia de Truant. Las cartas que Pelafina escribió a Johhny durante el período de su internamiento se recogen en los apéndices del texto principal.

#### Personajes secundarios en la historia de Johnny
Lude: El mejor amigo de Johhny Truant, Lude es quien informa a Truant de que el apartamento de Zampanò queda libre. Lude es un personaje menor, pero varias de sus características y acciones son fundamentales para entender a Johnny. Lude ayuda a Johnny a obtener los teléfonos de las chicas que conocen cuando visitan bares, clubs y restaurantes. Algunas veces Johhny menciona que desearía no haber respondido a las llamadas que Lude acostumbra a hacerle por las noches. La mayoría de las veces que Johnny y Lude están juntos terminan metiéndose en líos.
Tambor: Una bailarina de estriptis que frecuenta el salón de tatuajes en el que Johhny trabaja. Pese a que Johnny alterna con varias mujeres, es Tambor la que reclama la mayor parte de sus sentimientos. El verdadero nombre de Tambor es revelado a Johnny en el transcurso de la historia, pero nunca lo es al lector.

### El expediente Navidson

#### Will Navidson
Will es el personaje central en la trama principal de la novela, El expediente Navidson. Una vez graduado, se alistó en el ejército, para desarrollar posteriormente una exitosa carrera como periodista gráfico, especializándose en cubrir conflictos bélicos en todo el mundo; su papel como observador de los efectos de la guerra le afectó gravemente. Años después se muda con su familia a la casa en Ash Tree Lane (situada en el sudeste de Virginia), con el objetivo de encontrar "un sitio donde beber limonada en el porche y disfrutar de la puesta de sol". Sin embargo, los extraordinarios sucesos que tendrán lugar después provocarán un profundo efecto sobre el, así como en la relación con su pareja, Karen.

#### Karen Green
Karen es la compañera de Will, antaño modelo profesional. Sufre claustrofobia paralizante, a resultas de lo cual rehúsa entrar en el laberinto bajo la casa. Las observaciones que se hacen sobre su relación con Will la muestran como una persona tremendamente insegura; él es "su ancla", hecho que se confirma cuando conocemos que ella ha mantenido al menos tres aventuras amorosas de larga duración durante su relación. Curiosamente, los eventos narrados en la novela sólo parecen reducir su dependencia de Will (incluso contribuyendo a la eventual disolución de su matrimonio). Se especula con la posibilidad de que el padrastro de Karen abusara de ella y de su hermana cuando eran niñas en un granero de su propiedad, introduciendo a Karen en un pozo mientras violaba a su hermana, y viceversa, explicando este hecho el origen de la claustrofobia. Sin embargo, numerosas notas al pie y comentarios sobre el incidente cuestionan esta conclusión (otro de los muchos ejemplos del uso del narrador no confiable en la novela). A raíz de los sucesos de la casa, Karen se convierte en un editor forzado de la película, llegando incluso a entrevistar a personajes reales (incluyendo a Stephen King, Stanley Kubrick, Hunter S. Thompson, Douglas Hofstadter, Harold Bloom, y Jacques Derrida) acerca de sus impresiones sobre El expediente Navidson.

#### Tom Navidson
Tom es el hermano gemelo de Will. Al comienzo de la historia, la relación entre ambos es distante. Tom es carpintero de profesión, y sufre de diversas adicciones. En comparación con Will, Tom ha tenido menos éxito tanto en su vida personal como profesional. Después de unos ocho años sin mantener apenas contacto, Will recurre a Tom cuando aquel se da cuenta de que la casa en Ash Tree Lane es más grande por dentro que por fuera. Un capítulo de la novela, titulado La historia de Tom, presenta una transcripción parcial de las comunicaciones por radio con el exterior que Tom realizó mientras se encontraba en el interior del laberinto, esperando a Will. Este capítulo se describe como «una historia ecléctica a veces graciosa y a veces grotesca, de pensamientos que le iban viniendo a la cabeza en medio de aquella oscuridad atroz». A menudo Tom se refiere al «Señor Monstruo», y muchas de las bromas y anécdotas que narra son de naturaleza religiosa. Sin embargo, en prueba de su verdadero carácter, Tom entrega su propia vida para salvar a los hijos de Will.

#### Billy Reston
Billy es amigo de Will. Ingeniero y profesor universitario, Billy acude a la llamada de Will para tratar de encontrar una explicación racional al imposible lógico de que la casa sea mayor por dentro que por fuera. Billy usa una silla de ruedas desde que quedó parapléjico a causa de un grotesco accidente acontecido mientras trabajaba en un proyecto en la India; escena que Will fotografió. Billy vio la fotografía después de su accidente, y tras un período inicial de rechazó, la aceptó como un recordatorio de la fortuna que tuvo por haber sobrevivido. Una vez que las anomalías de la casa se agravan, Billy se une a Will y a Tom en la realización de un análisis exhaustivo; después de la desaparición de Holloway y sus hombres, Billy, a pesar de su discapacidad, insiste en unirse a Will para participar en la misión de rescate, avanzando a través del laberinto en su silla de ruedas. Billy llega a salvar a Will, junto con Wax y Jed, reteniendo a Holloway el tiempo suficiente para que la casa lo consuma. Billy sobrevive al viaje a través del laberinto, pero padece secuelas en forma de una sensación de frío permanente. Su silla de ruedas también resultó dañada.

#### Holloway Roberts
Holloway es un experimentado explorador con el que Will contacta a fin de conocer el laberinto bajo la casa. Holloway se presenta como un aventurero consumado: Ha participado exitosamente en numerosas expediciones que habrían matado a hombres corrientes, y es un experto en todo tipo de equipamiento de supervivencia, desde útiles de espeleología hasta armas de fuego. Holloway se involucra en dos breves exploraciones del laberinto antes de decidir llevar a cabo junto con sus hombres una tercera, y más profunda, expedición. Para ello se abastecen de comida y agua para varios días, junto con suficientes provisiones para -creen- guiarles de vuelta sanos y salvos. En el transcurso de esta exploración, la determinación de Holloway se deteriora lentamente, hasta que la arquitectura de la casa lo lleva a creer que una silueta que aprecia en un pasillo es un monstruo que les acecha cuando, de hecho, está mirando a sus propios hombres; de este modo Holloway dispara contra ellos para, al darse cuenta posteriormente de lo que ha hecho, sufrir una crisis psicológica completa que le lleva a tratar de asesinarlos. Repentinamente la casa le atrapa encerrándole dentro de una serie de habitaciones cerradas. Solo y bajo la influencia de su locura, Holloway graba unos inquietantes mensajes de despedida en su antes de filmar su suicidio. La grabación de su muerte es recuperada por Will del interior del laberinto. Los últimos segundos de grabación muestran que el cadáver de Holloway es, o bien devorado por el monstruo que él creía que era real, o bien simplemente desaparece engullido por la oscuridad del interior de la casa.
Cuando la casa comienza a amenazar y dañar seriamente a los habitantes al final de la novela, Billy llama a Holloway por su nombre. Si Holloway tiene alguna influencia sobre las acciones de la casa (antes o después de su suicidio), no llega a aclararse.

#### Personajes secundarios enEl expediente Navidson
Kirby 'Wax' Hook: Miembro del equipo de Holloway para explorar el laberinto de la casa de Ash Tree Lane. Wax recibe un disparo en el hombro por parte de Holloway; sin embargo, sobrevive, pese a que el disparo le deja secuelas. Además, padece una inexplicable impotencia. Después de que Navidson entre en la casa para una quinta y última exploración, estos síntomas desaparece. Wax tiene reputación de ligón, tratando constantemente de seducir a las mujeres; llega a besar a Karen, momento que queda registrado en una de las cámaras que Will instaló por la casa a fin de rodar el documental.
Jed Leeder: El tercer explorador del laberinto en la casa de Will Navidson. Recibe un disparo en la mandíbula, a resultas del cual muere en el acto.
Chad Navidson:  El hijo de mayor de Will y Karen. A medida que se suceden las exploraciones, se describe como Chad se vuelve cada vez más agresivo e impredecible. 
Daisy Navidson: La hija menor de Will y Karen. Durante las exploraciones de la casa, comienza a padecer ecolalia.